# 何陈水库
何陈水库是中国河南省平顶山市宝丰县境内的一座水库，位于玉带河上，建于1958年。水库正常库容为500万立方米，集雨面积为25平方千米，海拔为179米。